# Borough (Pensilvania)

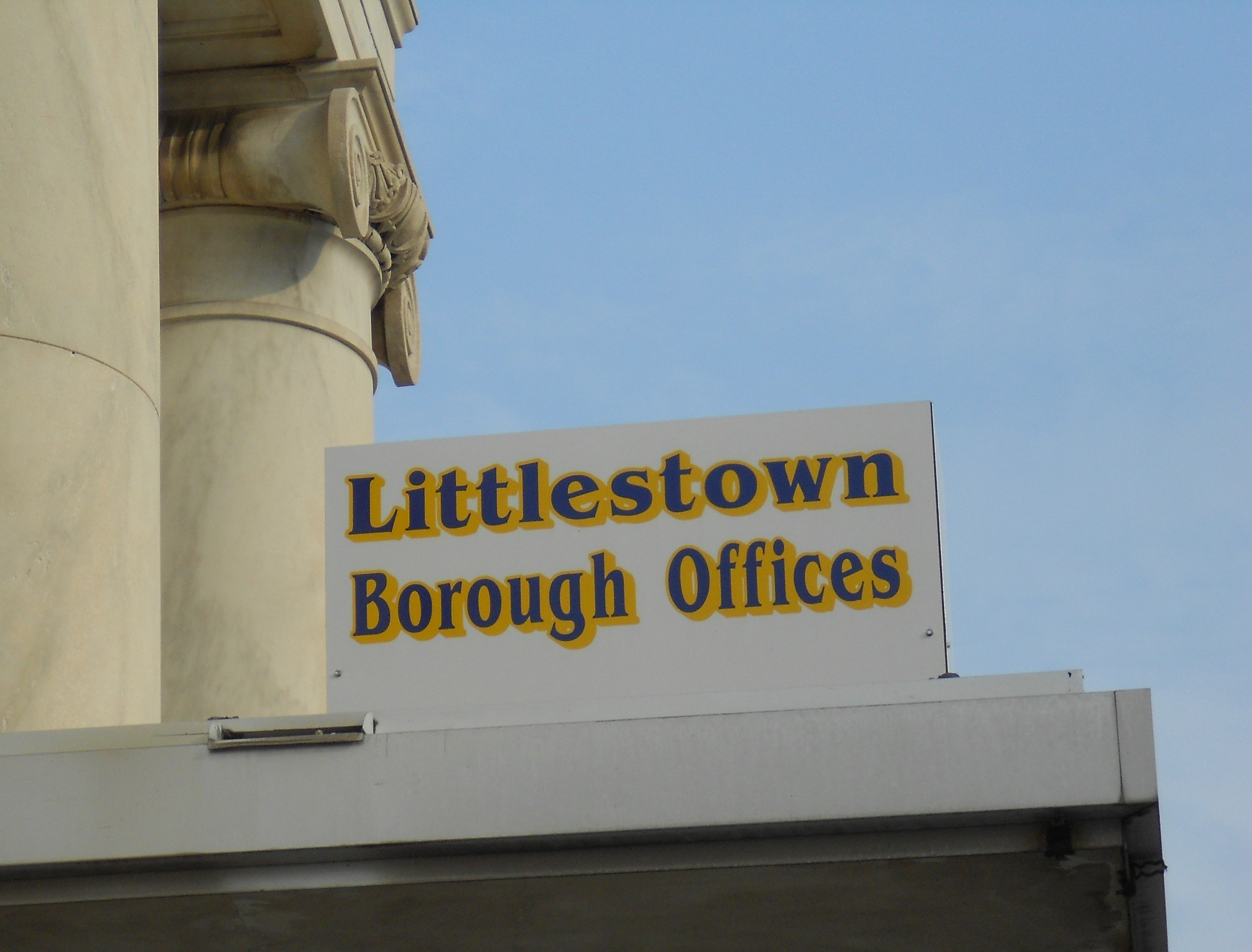
Señal de las oficinas de uno de los Boroughs de Pensilvania.

En la mancomunidad de Pensilvania, un borough (pronunciado [bɝːoʊ]) es una entidad municipal de gobierno, usualmente más pequeña que una ciudad, y una subdivisión de un condado. El estado de Pensilvania cuenta con 958 boroughs. Todas las municipalidades en Pensilvania están clasificadas como condados principalmente, después, ciudades, boroughs, o municipios. La única excepción en Pensilvania es el pueblo de Bloomsburg, reconocido por el gobierno estatal como el único pueblo incorporado en Pensilvania. Sin embargo, en 1975 el municipio de McCandless, en el condado de Allegheny, adoptó la forma de autonomía política (home rule) con el nombre de «Pueblo de McCandless», pero permanece clasificado como un municipio en el gobierno estatal.